# Otto Günsche
Otto Günsche, né le 24 septembre 1917 et mort le 2 octobre 2003, était Sturmbannführer au sein de la Waffen-SS, membre de la 1re division SS Leibstandarte Adolf Hitler, et appartenait au Reichssicherheitsdienst. Il fut le dernier aide de camp personnel d'Adolf Hitler, qui le chargea de brûler son corps, ainsi que celui d'Eva Braun, après leur suicide. Capturé par l'Armée rouge le 2 mai 1945, il passa onze années dans des prisons du NKVD et dans des camps de travail soviétiques. Il fut libéré le 2 mai 1956.

## Biographie

### Débuts à la LSSAH
Otto Günsche naquit à Iéna, en Thuringe, le 24 septembre 1917. Ce fut en 1931, à l'âge de 14 ans, qu'il entra dans les Jeunesses hitlériennes. Après avoir quitté l'école en 1933 et entamé une formation dans le but de devenir soldat de la Wehrmacht, il se porta volontaire et intégra la LSSAH, unité de la SS, en août 1934, à seulement 17 ans. Le 1er mars 1935 il adhéra au parti nazi, le NSDAP.
Il rencontra pour la première fois Adolf Hitler en 1936 alors qu'il venait d’être admis au Reichssicherheitsdienst. Entre 1940 et 1941, il fit partie de la Garde Personnelle du Führer, en tant qu'officier d'ordonnance. Il assista notamment à la signature de l’armistice du 22 juin 1940 entre la France et l'Allemagne à Compiègne. Par la suite, il étudia à l'Académie militaire de Bad Tölz afin de devenir officier SS et servit en première ligne sur le front de l'Est, avec la LSSAH, jusqu'en janvier 1943.

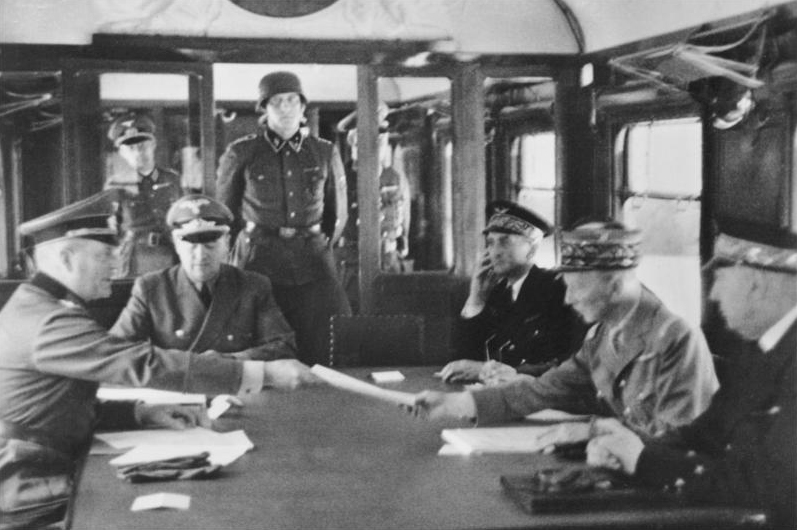
Signature de l'armistice, le 22 juin 1940. Otto Günsche, au centre, avait été chargé par Hitler de surveiller la procédure.

### Aide de camp de Hitler
Sa haute taille et son excellente allure (2 mètres pour 105 kilos) ainsi que son physique germanique lui attirèrent les faveurs d'Hitler qui l’appela à son service le 13 janvier 1943. Il devint ainsi l'aide de camp personnel du Führer jusqu'en août 1943, date à laquelle il repartit au front avec la 12./Pz.GR.1, en tant qu’Obersturmführer.
Günsche prit part aux combats sur le front de l'Est, en tant que Kompaniechef (capitaine de compagnie). Il obtint la Croix de fer de 1re classe avant d'être à nouveau nommé aide de camp personnel d'Adolf Hitler, le 6 février 1944. Il était présent notamment lors de la tentative d'assassinat à l'encontre d'Hitler, le 20 juillet 1944 au Wolfsschanze. Il se distingua en aidant personnellement Adolf Hitler à sortir des décombres, bien que l'explosion de la bombe lui eût causé un certain nombre de contusions. Les personnes présentes lors de l'explosion reçurent l’Insigne des blessés, remise par le Führer le 2 septembre 1944.

### Le Führerbunker et la fin du Reich
En janvier 1945, Hitler déplaça son quartier général à Berlin et Günsche vit son rôle s’accroître, notamment dans le Führerbunker. Le 22 avril, le brigadeführer Wilhelm Mohnke prit la tête du groupe chargé de défendre le quartier de la Chancellerie du Reich. Günsche, à la demande du Führer, s’intégra à l’unité, au côté des membres restants de la Waffen-SS.
Le 27 avril, Hermann Fegelein fut accusé de désertion et comparut devant un tribunal martial qui le condamna à mort. Cependant il semblerait que Günsche ait influencé cette décision. En effet, Adolf Hitler aurait décidé de placer Fegelein sous le commandement du brigadeführer Mohnke, jusqu'à ce que Günsche et Martin Bormann interviennent en jugeant la peine insuffisante comparée à la gravité de la situation,.
Le 30 avril, alors que la fin du Troisième Reich était imminente, Hitler chargea Günsche de veiller personnellement à la disparition de son corps après sa mort. Il fut aussi chargé de surveiller l'entrée du bureau où Adolf Hitler et Eva Braun s'étaient enfermés pour se suicider aux alentours de 15 heures. Il raconta que Magda Goebbels se présenta à lui afin de voir le Führer une dernière fois. Cependant ce dernier refusa tout entretien. Après avoir attendu une quinzaine de minutes, Günsche entra avec Heinz Linge et Martin Bormann, et se chargea d’aller prévenir les occupants du Führerbunker de la mort de Hitler. Ils brûlèrent ensuite les deux corps dans le jardin de la Chancellerie avec l’essence apportée par Erich Kempka. Après la mort de Hitler, Günsche confia à l'aide de camp d'Artur Axmann, l'Obersturmbannführer Joachim Hamann, l'arme qui servit au suicide du Führer. Il emporta avec lui un stylo ayant appartenu à Adolf Hitler, qu'il conservera toute sa vie.
Dans la nuit du 1er mai, vers 22 heures, Günsche et son groupe, dirigé par le Brigadeführer Wilhelm Mohnke, quittèrent le Führerbunker. Selon la description faite par Günsche, ils réussirent à s'échapper de la Chancellerie bombardée en passant notamment par le métro en direction de la gare Friedrichstraße, puis rejoignirent la brasserie de Schultheiss. Là, ils apprirent la capitulation de l'Allemagne. Mohnke, le général Josef Rauch, son officier d’ordonnance et Günsche partirent alors négocier avec les Soviétiques aux alentours de 18 heures.

### Interrogatoires et camps de travail
Günsche fut capturé par les troupes soviétiques qui encerclaient la ville, le 2 mai 1945. Il fut ensuite transféré à la prison de Loubianka, siège du NKVD à Moscou, aux côtés de son compatriote Heinz Linge, afin d’être interrogé par Fyodor Parparov entre 1946 et 1949. Les méthodes pour extraire des informations concernant les circonstances de la mort d’Adolf Hitler étaient variées. Les interrogatoires avaient lieu pendant la nuit après des séances de torture psychologique et physique. Qualifié d’« ennemi de la Nation » et de « Nazi convaincu » par Parparov, Günsche, qui fut récalcitrant dans un premier temps, bénéficia d'un traitement particulier. Les Soviétiques voulaient faire avouer à leurs deux prisonniers la fuite de Hitler durant la bataille de Berlin,.
Le rapport issu de ces interrogatoires fut remis à Staline le 30 décembre 1949. Tout ceci fut conservé dans les archives du Kremlin, jusqu'en 1994, date à laquelle l'historien allemand Matthias Uhl retrouva et publia les révélations des deux officiers nazis, sous le nom de Le Dossier Hitler.
En 1950, Günsche fut condamné à 25 ans de travaux forcés pour crime de guerre. Il passa quelques années dans le camp de Diaterka, dans l’Oural, où il retrouva notamment l’aviateur allemand Erich Hartmann. Le livre que ce dernier a co-écrit The Blond Knight of Germany, raconte ceci au sujet de Günsche :

« Erich [Hartmann] trouva une aide systématique auprès d’Otto Günsche […] qui se révéla être un redoutable bagarreur si on le provoquait, sinon il était un géant doux et discret. Imposant, puissant et blond, avec de gros bras et une force immense, l’ancien aide de camp de Hitler était un homme tranquille et sympathique de nature. »

Hartmann décrivit également le camp de travail soviétique de Diaterka, lorsqu'il y travaillait, en 1953 :

« Diaterka comptait 4 000 hommes. À Diaterka, il y avait une haute clôture et la “zone de la mort” était contrôlée par des patrouilles avec des chiens, ensuite il y avait une autre clôture avec des tours d’observation où se trouvaient davantage de gardiens et de mitrailleuses. Nous vivions dans de longues rangées de baraquement qui n’étaient pas isolées contre le froid […]. Chaque baraque abritait 200 à 400 prisonniers [...]. La zone de haute sécurité était réservée à l’élite du Troisième Reich ainsi qu’aux prisonniers politiques soviétiques spéciaux. [...] L’aide de camp SS de Hitler, Otto Günsche, [...] se trouvai[t] ici. »

### Retour en Allemagne et libération
En 1955, alors que la majorité des prisonniers de guerre allemands furent libérés par les Soviétiques, Günsche fut transféré dans la prison de Bautzen, en Allemagne de l'Est.
Après la visite du chancelier Konrad Adenauer à Moscou, il put être libéré, le 2 mai 1956. Il ne fit l'objet d'aucune poursuite judiciaire.
Il retourna vivre en Rhénanie-du-Nord-Westphalie, où il travailla comme gestionnaire dans une entreprise pharmaceutique, à Cologne.
Le 25 octobre 1956, Otto Günsche et Heinz Linge furent convoqués par le Tribunal de Munich afin de témoigner au sujet de la mort présumée d'Adolf Hitler dans une salle d'audience de Berchtesgaden. Leurs révélations furent enregistrées sur bandes audios et redécouvertes par Spiegel TV qui les restaura et les rendit publiques en 2010. En 1985, il dut de nouveau témoigner lors du procès sur les contrefaçons de carnets de Hitler.
Après cela, il vécut à l'abri des lumières médiatiques. Veuf et père de trois enfants, il n'a jamais exposé son passé en tant qu'officier nazi, refusant toute entrevue auprès d'historiens, mais parlant ouvertement de ce sujet, notamment avec un cercle très fermé d'amis proches. Parmi ces personnes, qui purent recueillir les témoignages de Günsche, se trouvait David Irving, à qui il accorda quelques interviews à partir de 1967. En outre, il participait régulièrement à des réunions d'anciens combattants, comme celles organisées par la HIAG.
Il mourut d'une attaque cardiaque le 2 octobre 2003, huit jours après son 86e anniversaire, à son domicile de Lohmar. Son corps fut incinéré, et les cendres éparpillées dans la mer du Nord.

## Affectations
- Reichssicherheitsdienst (1er mai 1936 - 1940)
- Officier d'ordonnance (1940 - 1941)
- Services en premières lignes (1941 - 1942)
- Aide de camp personnel d'Adolf Hitler (12 janvier 1943 - août 1943)
- Services en premières lignes (août 1943 - février 1944)
- Aide de camp personnel d'Adolf Hitler (6 février 1944 -  30 avril 1945)[15]

## Promotions
- SS-Untersturmführer: 21 juin 1942
- SS-Obersturmführer: 20 avril 1943
- SS-Hauptsturmführer: 20 avril 1944
- SS-Sturmbannführer: 21 décembre 1944[15]

## Récompenses
Croix du mérite de guerre de 2e classe avec glaives

 Croix de fer de 1re classe (12/1943)

 Croix de fer de 2e classe (1939)

 Médaille de service de longue durée de la Wehrmacht en Argent

 Médaille de l'Anschluss (1938)

 Médaille des Sudètes avec Barrette du Château de Prague (1938, 1939)

 Médaille de Memel (1939)

 Médaille du Mur de l'Ouest (1939)

 Insigne de combat d'infanterie en Argent

 Insigne des blessés du 20 juillet 1944 (1944)

 Insigne des blessés en Noir (1939)

 Insigne des Jeunesses hitlériennes en Or

## Dans les médias
- En 1977, l'acteur autrichien Peter Kern interpréta son rôle dans le film Hitler: A Film from Germany.
- En 1981, l'Anglais Andrew Ray interpréta Günsche dans le téléfilm franco-américain Le Bunker, les derniers jours d'Hitler.
- En 2004, l'acteur allemand Götz Otto joua son rôle dans le film La Chute sur les derniers jours d'Adolf Hitler et de son entourage en avril-mai 1945 à Berlin.